# Łazarz I Starszy Henckel von Donnersmarck
Łazarz I Starszy Henckel von Donnersmarck (ur. 29 października 1551 w Lewoczy, zm. 13 lipca 1624 w Wiedniu) – kupiec, bankier, od 1620 roku pan Bytomia, Tarnowskich Gór i Bogumina.

## Życiorys
Łazarz Henckel był najstarszym synem spiskiego kupca Jana III Henckla i jego pierwszej żony Anny Wildner. Jego przodkowie od kilku pokoleń zajmowali się kupiectwem, sprawowali godności rajców i rychtarzy (burmistrzów) lewockich. Wstępowali w służbę królów węgierskich (Spisz był wówczas podzielony między Królestwo Węgier i Polski).
Łazarz także był związany z dworem Habsburgów, gdzie jako bankier udzielał pożyczek na prowadzenie wojen z Turkami. W zamian jako zastaw otrzymywał różne ziemie m.in. w 1623 roku w zastaw ziemię bytomską i bogumińską na Górnym Śląsku. Formalnie był panem tych ziem już od 1603 r., ale znajdowały się one wówczas w zastawie pod władzą Hohenzollernów. W zamian za udzielane pożyczki Łazarz I otrzymywał także przywileje dla siebie i swej rodziny. Był m.in. radcą cesarskim i otrzymał inkolat (uprawnienia do sprawowania czeskich urzędów krajowych). W 1607 r. potwierdzono jego dyplom szlachecki. W 1615 został baronem. W 1623 roku Łazarz I faktycznie przejął władzę nad Bytomiem, Tarnowskimi Górami i Boguminem. 
Był dwukrotnie żonaty. Potomstwo miał tylko z pierwszą żoną Anną Ettinger. Zmarł 13 lipca 1624 r. w Wiedniu i tam został pochowany. Syn Łazarz II odziedziczył górnośląskie dobra.